# België op de Paralympische Zomerspelen 1968
België nam deel aan de Paralympische Zomerspelen 1968 in Tel Aviv, Israël. 

## Medailleoverzicht
| Sport       | Olympiër            | Discipline                                 | Medaille |
| ----------- | ------------------- | ------------------------------------------ | -------- |
| Tafeltennis | Richard de Zutter   | Individueel Klasse C (m)                   | Zilver   |
| Zwemmen     | Lampo               | 50 m Schoolslag class 5 (cauda equina) (v) | Zilver   |
|             |                     |                                            |          |
| Schermen    | Wilfred van Brauene | Sabel Individueel (m)                      | Brons    |
| Tafeltennis | Lampo               | Individueel Klasse C (v)                   | Brons    |

## Atletiek
| Plaats                   | Discipline                  | Categorie | Naam                | Afstand | Tijd   | Punten |
| ------------------------ | --------------------------- | --------- | ------------------- | ------- | ------ | ------ |
| 8ste in de kwalificatie  | Vrouwen Discuswerpen        | C         | Alice Verhee        | 12.33   |        |        |
| 21de in de kwalificatie  | Mannen Discuswerpen         | A         | Dua                 | 14.90   |        |        |
| 26ste in de kwalificatie | Mannen Discuswerpen         | A         | Boileaux            | 12.85   |        |        |
| 29ste in de kwalificatie | Mannen Discuswerpen         | A         | Finucci             | 12.32   |        |        |
| 32ste in de kwalificatie | Mannen Discuswerpen         | C         | Andre Allemeersch   | 14.63   |        |        |
| 42de in de kwalificatie  | Mannen Discuswerpen         | C         | Andre Gurman        | 11.82   |        |        |
| 8ste in de kwalificatie  | Mannen Discuswerpen         | D         | Delobel             | 19.51   |        |        |
| 28ste in de kwalificatie | Mannen Kegelwerpen          | A         | Finucci             | 22.46   |        |        |
| 41ste in de kwalificatie | Mannen Kegelwerpen          | A         | Dua                 | 18.78   |        |        |
| 42ste in de kwalificatie | Mannen Kegelwerpen          | A         | Boileaux            | 18.35   |        |        |
| 5                        | Vrouwen Kegelwerpen         | C         | Alice Verhee        | 21.23   |        |        |
| 15de in de kwalificatie  | Mannen Kegelwerpen          | C         | Andre Allemeersch   | 30.50   |        |        |
| 35de in de kwalificatie  | Mannen Kegelwerpen          | C         | Andre Gurman        | 22.48   |        |        |
| 18de in de kwalificatie  | Mannen Kegelwerpen          | D         | Delobel             | 30.42   |        |        |
| 24ste in de kwalificatie | Mannen Kogelstoten          | A         | Breleau             | 5.89    |        |        |
| 28de in de kwalificatie  | Mannen Kogelstoten          | A         | Dua                 | 4.98    |        |        |
| 35ste in de kwalificatie | Mannen Kogelstoten          | A         | Finucci             | 4.18    |        |        |
| 5                        | Vrouwen Kogelstoten         | C         | Alice Verhee        | 5.21    |        |        |
| 26ste in de kwalificatie | Mannen Kogelstoten          | C         | Andre Allemeersch   | 5.89    |        |        |
| 39de in de kwalificatie  | Mannen Kogelstoten          | C         | Andre Gurman        | 5.06    |        |        |
| 15de in de kwalificatie  | Mannen Kogelstoten          | D         | Delobel             | 5.85    |        |        |
| 39de in de kwalificatie  | Mannen Precisie Speerwerpen | C         | Andre Gurman        |         |        | 62     |
| 17de in de kwalificatie  | Vrouwen Speerwerpen         |           | Alice Verhee        |         |        | 62     |
| 13de in de kwalificatie  | Mannen Precisie Speerwerpen |           | Delobel             |         |        | 66     |
| 19de in de kwalificatie  | Mannen Wheelen 100 m        | C         | Wilfred van Brauene |         | 26.9   |        |
| 8de in de kwalificatie   | Mannen Wheelen 60 m         | C         | Meulenmeester       |         | 14.8   |        |
| 9de in de kwalificatie   | Mannen Wheelen 60 m         | C         | Andre Allemeersch   |         | 14.9   |        |
| 14                       | Mannen Slalom               | B         | Andre Gurman        |         | 1:20.5 |        |
| 16                       | Vrouwen Slalom              | B         | Alice Verhee        |         | 1:44.8 |        |
| 29ste in de kwalificatie | Mannen Speerwerpen          | A         | Boileaux            | 11.49   |        |        |
| 32de in de kwalificatie  | Mannen Speerwerpen          | A         | Dua                 | 10.43   |        |        |
| 33ste in de kwalificatie | Mannen Speerwerpen          | A         | Finucci             | 10.23   |        |        |
| 14de in de kwalificatie  | Vrouwen Speerwerpen         | C         | Alice Verhee        | 9.40    |        |        |
| 25ste in de kwalificatie | Mannen Speerwerpen          | C         | Andre Allemeersch   | 13.92   |        |        |
| 26de in de kwalificatie  | Mannen Speerwerpen          | C         | Andre Gurman        | 13.90   |        |        |
| 21ste in de kwalificatie | Mannen Speerwerpen          | D         | Delobel             | 14.13   |        |        |

## Basketbal
| Olympiër       | Discipline | Resultaat | Prestatie |
| -------------- | ---------- | --------- | --------- |
| Namen onbekend | Mannen     |           |           |

## Boogschieten
| Plaats | Categorie                 | Naam         | Punten |
| ------ | ------------------------- | ------------ | ------ |
| 5      | Vrouwen Albion Ronde open | Alice Verhee | 557    |
| 6      | Mannen Albion Ronde open  | Aime Desal   | 781    |
| 10     | Mannen Albion Ronde open  | Schelfaut    | 735    |
| 38     | Mannen Albion Ronde open  | Tinant       | 341    |
| 13     | Columbia Ronde open       | Guy Grun     | 558    |
| 18     | Columbia Ronde open       | Finucci      | 546    |
| 19     | Columbia Ronde open       | J. van Eynde | 538    |
| 24     | Columbia Ronde open       | Lorent       | 524    |
| 4      | Mannen FITA Ronde Open    | Aime Desal   | 1997   |
| 9      | Mannen FITA Ronde Open    | Schelfaut    | 1910   |
| 38     | Mannen FITA Ronde Open    | Tinant       | 1134   |

## Dartchery
| Plaats    | Categorie         | Naam         |
| --------- | ----------------- | ------------ |
| 3de ronde | Mannen Paren open | Schelfaut    |
| 3de ronde | Mannen Paren open | Aime Desal   |
| 2de ronde | Mannen Paren open | Guy Grun     |
| 2de ronde | Mannen Paren open | J. van Eynde |

## Gewichtheffen
| Plaats | Categorie     | Naam         | Gewicht |
| ------ | ------------- | ------------ | ------- |
| 6      | Vedergewicht  | Andre Gurman | 105 kg  |
| 5      | Middengewicht | Boileaux     | 100 kg  |
| 5      | Zwaargewicht  | Finucci      | 100 kg  |

## Schermen
| Plaats                                | Evenement     | Klasse      | Naam                |
| ------------------------------------- | ------------- | ----------- | ------------------- |
| Brons                                 | Mannen Sabel  | Individueel | Wilfred van Brauene |
| 4de in de groepsfase van de 2de ronde | Mannen Sabel  | Individueel | Stevens             |
| 4de in de groepsfase                  | Mannen Sabel  | Individueel | Wim Jacob           |
| 4de in de groepsfase                  | Vrouwen Degen | Individueel | Alice Verhee        |
| 6de in de groepsfase                  | Vrouwen Degen | Individueel | Ann Matthys         |

## Tafeltennis
| Plaats        | Categorie                    | Naam                |
| ------------- | ---------------------------- | ------------------- |
| 16de finales  | Vrouwen Individueel Klasse B | Bruyndonck          |
| Brons         | Vrouwen Individueel Klasse C | Lampo               |
| 8ste finales  | Vrouwen Individueel Klasse C | Hoebers             |
| 16de finales  | Vrouwen Individueel Klasse C | Ann Matthys         |
| Zilver        | Mannen Individueel Klasse C  | Richard de Zutter   |
| kwartfinales  | Mannen Individueel Klasse C  | Stevens             |
| 32ste finales | Mannen Individueel Klasse C  | Wilfred van Brauene |
| 32ste finales | Mannen Individueel Klasse C  | Jacob               |

## Zwemmen
| Plaats   | Afstand                 | Categorie              | Naam                | Tijd/Punten |
| -------- | ----------------------- | ---------------------- | ------------------- | ----------- |
| 6        | Mannen 50 m Rugslag     | class 4 complete       | Frank Jespers       | 57.6        |
| (Heat 3) | Mannen 50 m Rugslag     | class 4 incomplete     | Kornelis            | 1:01.6      |
| 4        | Vrouwen 50 m Rugslag    | class 5 (cauda equina) | Lampo               | 1:26.6      |
| (Heat 1) | Mannen 50 m Schoolslag  | class 4 complete       | Frank Jespers       | 1:09.7      |
| (Heat 3) | Mannen 50 m Schoolslag  | class 4 incomplete     | Johan van Keymeulen | 1:18.5      |
| Zilver   | Vrouwen 50 m Schoolslag | class 5 (cauda equina) | Lampo               | 1:26.3      |
| (heat 2) | Mannen 50 m Vrije Slag  | class 4 complete       | Frank Jespers       | 55.9        |
| (Heat 4) | Mannen 50 m Vrije Slag  | class 4 incomplete     | Johan van Keymeulen | 1:17.4      |
| 6        | Vrouwen 50 m Vrije Slag | class 5 (cauda equina) | Lampo               | 1:13.3      |

Argentinië · 
Australië · 
België · 
Bondsrepubliek Duitsland · 
Canada · 
Denemarken · 
Ethiopië · 
Finland · 
Frankrijk · 
Groot-Brittannië · 
Ierland · 
India · 
Israel · 
Italië · 
Jamaica · 
Japan · 
Korea · 
Malta · 
Nederland · 
Nieuw-Zeeland · 
Noorwegen · 
Oostenrijk · 
Rhodesië · 
Spanje · 
Zuid-Afrika · 
Zweden · 
Zwitserland